# Flöjtspelaren
Flöjtspelaren (franska: Le Fifre) är en oljemålning av den franske konstnären Édouard Manet från 1866. Målningen ingår i Musée d'Orsays samlingar i Paris. 
Manet reste 1865 till Madrid där han besökte Pradomuseet. Han blev där starkt influerad av spansk konst, och särskilt Diego Velázquez porträtt av Pablo de Valladolid från cirka 1635. I ett brev till Henri Fantin-Latour beskrev han den som "det mest häpnadsväckande måleriet som någonsin gjorts". I målningen ligger allt fokus på den porträtterade mannens uttryck, inga föremål eller ens bakgrundsnyanser får skymma detta. När Manet återvände till Paris så bestämde han sig för att tillämpa dessa principer i ett porträtt av ett (idag okänt) barn, klädd som en spansk ädling i en samtida uniform.  
Manet lämnade in Flöjtspelaren till Parissalongen 1866 där den dock avvisades. År 1872 inköptes den av konsthandlaren Paul Durand-Ruel som året därpå sålde målningen till Jean-Baptiste Faure. Faure sålde 1893 tillbaka den till Durand-Ruel som året därpå sålde den vidare till Isaac de Camondo. Vid den senares död 1911 testamenterades målningen till franska staten och ställdes till en början ut på Louvren. Sedan 1986 är Flöjtspelaren utställd på Musée d'Orsay.

## Relaterade målningar

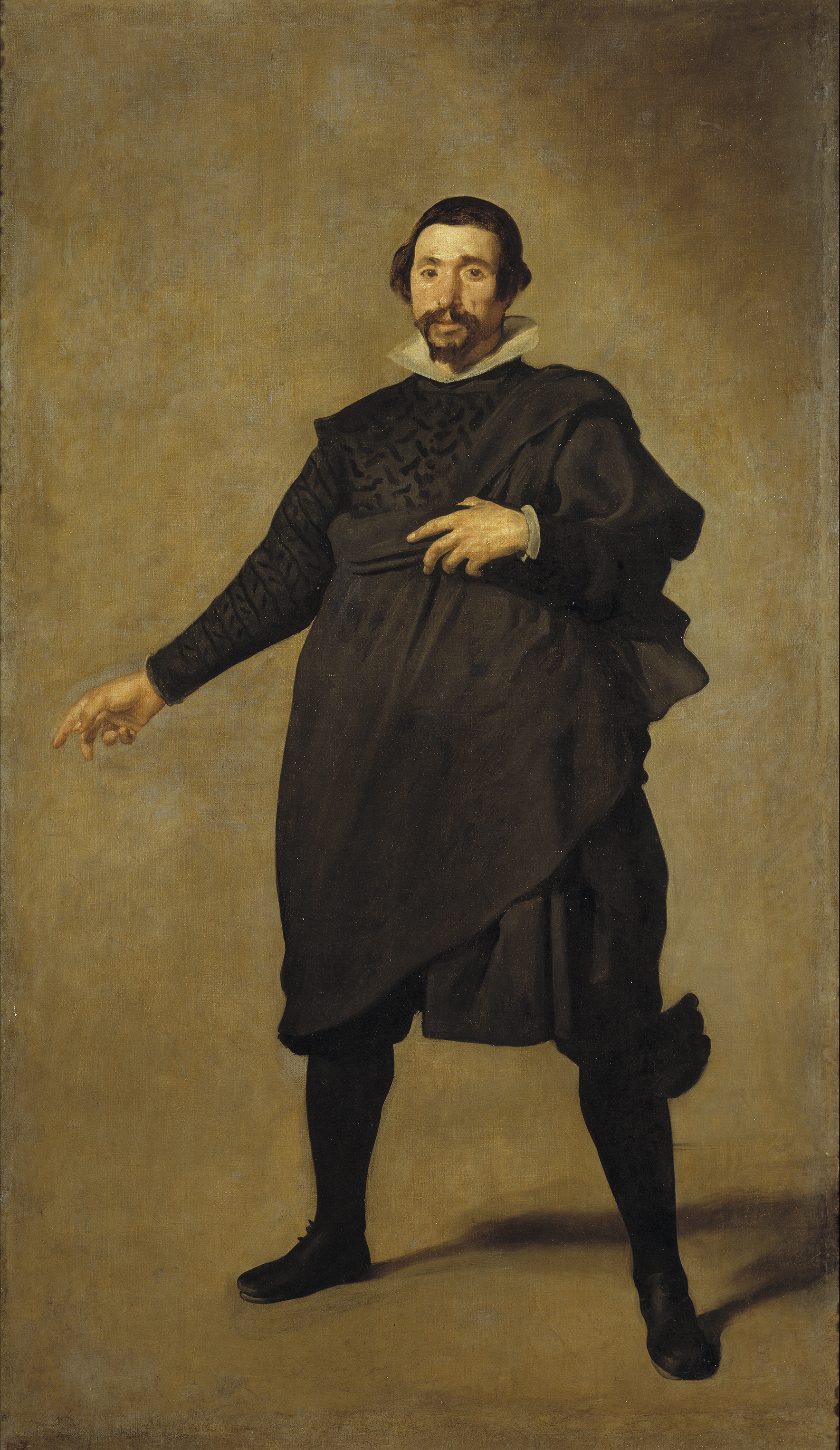
Diego Velázquezs porträtt av Pablo de Valladolid från cirka 1635 influerade Manet. Denna målning ingår i Pradomuseets samlingar.